# アルス・ボラト
アルス・ボラト（モンゴル語: Арсболд、中国語: 阿爾蘇博羅特、1487年 - ?）とは、モンゴルのハーンであるバト・モンケ（ダヤン・ハーン）の息子の一人。アルス・ボラト・メルゲン・ホンタイジとも記され、7トゥメト（Doloγan Tümed）を相続した。明代の漢文史料での表記は「我折黄台吉」。

## 概要
ダヤン・ハーンとその正妻マンドフイ・ハトンの間の息子として生まれた。ダヤン・ハーンの四男と見られ、『アルタン・トプチ』ではバルス・ボラトと双子で生まれたとも記される。
多くの史料ではダヤン・ハーンの死後、その後継者とされたボディ・アラク（ダヤン・ハーンの長子トロ・ボラトの息子）が幼年であることを理由にバルス・ボラトがハーン位を簒奪したことが記されているが、一部の史料ではアルス・ボラトこそが簒奪者であると記されている。『恒河の流れ』、『アルタン・クルドゥン』、『ボロル・エリケ』といったモンゴル語史料はバルス・ボラトが一時ハーン位に即いたのはダヤン・ハーンの遺言に基づいた合法的な行為であり、その死後ハーン位を得ようとしたアルス・ボラトに諸侯が反発し、改めてボディ・アラクがハーンとなったと記す。ただ、これらの史料は比較的後代に書かれたものが多いため、その信憑性については疑問視されている。
アルス・ボラトはダヤン・ハーンより7トゥメト（ドローン・トゥメト）を分封されている。7トゥメトはマルコルギス・ハーンを弑逆したドガラン・タイジの所属する部として史書に現れ、後にマンドゥールン・ハーンがドガラン・タイジを殺して7トゥメトを征服した。後に7トゥメトはアルタン・ハーンの勢力下に入ったようであるが、「7トゥメト」自体はアルス・ボラトの子孫が領有し続けた。

## 子孫
- ブジゲル・タイジ（不只克児台吉） - アルス・ボラトの長男
  - ダユン・ホンタイジ（歹稚黄台吉） - ブジゲル・タイジの長男
  - メルゲン・タイジ（麦力艮台吉） - ブジゲル・タイジの次男
  - ジョリクト・タイジ（着力兎歹成台吉） - ブジゲル・タイジの三男
  - クゥドゥン・フルチ・ノヤン（火落赤台吉） - ブジゲル・タイジの四男
- オヌン・タイジ（五乎嚢台吉） - アルス・ボラトの次男
  - ボルグチン・タイジ（不禄慎台吉） - オヌン・タイジの長男
  - ケチェグゥ・センゲ・タイジ（克籌台吉） - オヌン・タイジの次男